# Roland Merkel
Roland Merkel (* 21. Mai 1952) ist ein ehemaliger Fußballspieler. Für die BSG Chemie Leipzig spielte er in der DDR-Oberliga, der höchsten Spielklasse des DDR-Fußballverbandes.
Merkel wurde 1963 in die Kindermannschaft der Fußballsektion der Betriebssportgemeinschaft (BSG) Lokomotive im Leipziger Stadtteil Wahren aufgenommen. 1966 wechselte er zur BSG Chemie Leipzig, deren Fußballsektion zu dieser Zeit neben dem 1. FC Lok Fußballschwerpunkt in Leipzig war. Bei der BSG Chemie durchlief Merkel die weiteren Nachwuchsmannschaften und wurde 1970 zunächst in die 2. Mannschaft der BSG übernommen, mit der er eine Saison in der zweitklassigen DDR-Liga spielte. 1971 musste die 2. Mannschaft wegen des Oberligaabstiegs der Ersten in die Bezirksliga absteigen. Während dieser Zeit schloss Merkel seine Lehre zum Maschinenbauer ab. In der Saison 1974/75 wurde Merkel für vier Spiele in der 1. Mannschaft eingesetzt, die auch in dieser Spielzeit in der DDR-Liga spielte. Nachdem Chemie Leipzig 1975 wieder in die Oberliga zurückgekehrt war, kam Merkel, inzwischen schon 23 Jahre alt, auch zu Einsätzen in der DDR-Eliteliga. Seinen Einstand in der Oberliga gab er bereits am ersten Spieltag, dem 23. August 1975. Im Stadtderby Chemie – 1. FC Lok (2:3) wurde er über 90 Minuten als zentraler Mittelfeldspieler eingesetzt. Später wurde er jedoch nur noch sporadisch in acht weiteren Oberligaspielen eingesetzt, in vier 90-Minuten-Einsätzen als rechter Verteidiger. Chemie Leipzig konnte als Aufsteiger nicht den Klassenerhalt sichern und spielte in den folgenden vier Jahren wieder in der Zweitklassigkeit. Während der Saison 1976/77 spielte Merkel wieder nur mit der 2. Mannschaft in der Bezirksliga.
Im Sommer 1977 verließ Merkel, der sich inzwischen zum Maschinenbau-Ingenieur qualifiziert hatte,  Chemie Leipzig und schloss sich dem drittklassigen Bezirksligisten Stahl Nordwest Leipzig an. Mit seiner neuen Mannschaft erreichte Merkel bereits nach einem Jahr den Aufstieg in die DDR-Liga. Trainer Ralf Heine, der früher zusammen mit Merkel bei Chemie Leipzig spielte, hatte Merkel wegen des Mangels an Angriffsspielern zu einem erfolgreichen Rechtsaußenstürmer entwickelt. Bis 1984 spielte Merkel in drei Spielzeiten in der DDR-Liga, jeweils für ein Jahr unterbrochen in der Bezirksliga. Bis 1982 wurde er stets als Stürmer nominiert, in seiner letzten DDR-Liga-Saison 1983/84 spielte der nun 31-Jährige bereits in der Abwehr. 1985 konnte er mit dem Gewinn des Leipziger Bezirkspokals einen letzten Erfolg feiern, ehe er 1989 seine Laufbahn als Fußballspieler beendete.